# Joan el Profeta
Joan el Profeta, o el Venerable (Gaza, Palestina, final del s. V - Merosala, ca. 550) fou un abat del monestir palestí de Merosala, mestre de Doroteu de Gaza. És venerat com a sant per diverses confessions cristianes. No s'ha de confondre amb el poeta del segle vi Joan de Gaza. Va viure com a eremita en silenci i se li atribuïen dons de profecia i ciència infusa, per la qual cosa era conegut com a profeta. Durant 18 anys, fins a morir, fou amic de Barsanufi de Palestina, amb qui intercanvià nombroses cartes. Segons la tradició, predigué la data de la seva mort, però la postposà dues setmanes a petició d'Elià, el seu successor com a abat, per tal de poder explicar-li com havia de regir el monestir.